# Avia B-158
Avia B-158 – czechosłowacki samolot bombowy i rozpoznawczy z okresu II wojny światowej.

## Historia
W 1936 roku inż. dr R. Nebesář  z zakładów lotniczych Avia opracował projekt dwusilnikowego samolotu rozpoznawczego i bombowego. Spotkał się on z zainteresowaniem lotnictwa czechosłowackiego w związku z tym podjęto pracę nad budową prototypu.
W 1937 roku zbudowano pierwszy prototyp samolotu oznaczonego jako Avia B-158. Była to wersja rozpoznawcza samolotu. Prototyp został oblatany w dniu 11 listopada 1937 roku, lecz nie spełniał on założonych warunków: jego ciężar był większy od zakładanego i miał mniejszą prędkość maksymalną od zakładanej. 
W związku z tym podjęto próby w celu poprawy jego osiągów oraz pracę nad wersją bombową tego samolotu oznaczoną jako Avia B-158B. Prace te trwały aż do 1939 roku. Po zajęciu Czechosłowacji przez Niemcy prototyp został przez nich przejęty i przez pewien czas użytkowany. 
Nie wprowadzono go jednak do produkcji, gdyż jego osiągi były słabsze od osiągów analogicznych samolotów niemieckich.
Ostatecznie zbudowano zaledwie prototyp w wersji rozpoznawczej tego samolotu, prototyp wersji bombowej nie został zbudowany. 

## Użycie w lotnictwie
Prototyp samolot Avia B-158 był używany tylko do prób, początkowo w lotnictwie czechosłowackim a następnie niemieckim. 

## Opis konstrukcji
Samolot Avia B-158 był dwusilnikowy dolnopłatem wolnonośny. Konstrukcja całkowicie metalowa. Kabiny załogi zakryte. Podwozie  trójkołowym chowanym w locie z kółkiem ogonowym. Usterzenie wolnonośne z podwójnymi statecznikami pionowymi. 
Napęd: 2 silniki rzędowe zamontowane w gondolach w skrzydłach po obu stronach kadłuba.